# Skokovi u vodu
Skokovi u vodu su natjecateljski sport u kojem je cilj skakača što efektnije, uz prezentaciju akrobatskih gimnastičkih elemenata tijekom skoka, skočiti u vodu s povišenog mjesta. Skokovi u vodu su standardni olimpijski sport iako se često izvode i kao rekreacijska zabava na prirodnim ili umjetnim kupalištima.

## Discipline
Dvije su osnovne discipline skokova u vodu: skokovi s odskočne daske te skokovi s tornja. Skokovi s odskočne daske izvode se s elastične daske koja prilikom odraza daje dodatni impuls skakaču čime se postiže viši i energičniji skok. Skokovi s daske se izvode s visina od 1 do 3 metra od vodene površine. Toranj je čvrsto, najčešće betonsko ili drveno odskočište, na visini od 5 do 10 metara iznad vodene površine. Standardne natjecateljske discipline jesu:
- daska 1 m
- daska 3 m
- toranj 10 m

Natjecanje se izvodi u muškoj i ženskoj konkurenciji. Na Olimpijskim igrama u Sydneyu 2000 uvedena je i disciplina sinkroniziranih skokova, gdje dva natjecatelja iz iste momčadi izvode istovremeno identičan skok, te se osim težine elemenata i kvalitete izvedbe ocjenjuje i sinkronizam oba skoka.
Dmitrij Sautin je najuspješniji skakač u vodu s osam olimpijskih medalja.

## Pravila natjecanja
Natjecatelji izvede unaprijed dogovoreni broj skokova, kod muških između 6 i 11, dok kod djevojaka između 5 i 10 skokova. Skakač unaprijed mora prijaviti vrstu skoka koji će izvesti, a svaki skok ima unaprijed određen faktor težine. Taj se faktor određuje na osnovu težine i broja elemenata koji se izvode, primjerice vrsta početnog stava, broj okreta i vijaka, način ulaska u vodu, itd. Skokove ocjenjuju suci na sljedeći način: za svaku fazu skoka sudac ima na raspolaganju po tri boda (odraz, let, ulazak u vodu) te još jedan dodatni bod za ukupni dojam i korekciju. Tada se taj zbroj množi s faktorom težine skoka. Rezulati za sve skokove se zbrajaju, i pobjednik je onaj skakač ili skakačica koji ima najveći konačni zbroj.
Natjecanje se izvodi na strogo propisanim skakalištima, na kojima mora biti, osim odgovarajućeg tornja, i bazen propisanih dimenzija, od kojih je posebno važna dubina vode.

## Slobodni skokovi
Osim stroge olimpijske forme skokova u vodu skokovi se izvode na gotovo svim prirodnim i umjetnim kupalištima kao vid zabave. Posebno su atraktivni skokovi s visokih, najčešće na moru, stijena i litica. Postoje i natjecanja u skokovima u vodu sa stijena i platformi od preko 20 metara!
Važno je reći da su skokovi u vodu, posebno s većih visina, relativno opasna aktivnost i preporučljivo je da ih izvode samo spremni i iskusni skakači. Potencijalna opasnost od krivog ulaska u vodu može dovesti do ozbiljnih, pa čak i fatalnih ozljeda. Udarac u vodu prilikom skoka s veće visine skakača može ozlijediti ali i ošamutiti te prijeti opasnost od utapljanja. Također je opasno skakati na nepoznatom terenu, gdje nije provjerena dubina vode, gdje nije osiguran dovoljan prostor u vodi za skok, itd.